# Adam Yates
Pour les articles homonymes, voir Yates.
Adam Richard Yates, né le 7 août 1992 à Bury, est un coureur cycliste britannique. Spécialiste des courses par étapes, il a notamment remporté le Tour des Émirats arabes unis 2020, le Tour de Catalogne 2021 et le Tour de Romandie 2023. Il a pris place dans le top 10 des trois grands tours, terminant notamment troisième du Tour de France 2023 et quatrième du Tour d'Espagne 2021. Sur les classiques, il s'est illustré en s'adjugeant la Classique de Saint-Sébastien 2015 ainsi que le Grand Prix cycliste de Montréal 2023 et en terminant troisième du Tour de Lombardie 2021.
Son frère jumeau Simon est également coureur cycliste.

## Biographie

### Carrière amateur
Adam Yates commence le cyclisme dans le même club que son frère jumeau Simon, le Bury Clarion Cycling Club, que leur père a fréquenté pendant vingt ans. En catégorie junior, ils sont tous deux membres du club Eastlands Velo.
En 2011, pour sa première année dans la catégorie espoirs, la candidature d'Adam Yates est refusée par l'Olympic Academy Programme des moins de 23 ans de la British Cycling, auquel est admis son frère. Il choisit alors de quitter l'Angleterre pour la France et signe dans l'équipe de l'UVCA Troyes. Il y reste deux saisons, le temps de remporter le Prix de Vertus, de terminer deuxième d'une étape du Tour des Deux-Sèvres, du Grand Prix de Gommegnies, du Critérium de Châlons-en-Champagne et de la Nocturne de Bar-sur-Aube. Pour la saison 2013, il signe au CC Étupes où il gagne une étape du Tour de Franche-Comté, le Grand Prix de Chardonnay et se fait remarquer au Tour de l'Avenir qu'il finit à la seconde place. L'entraîneur du club Julien Pinot estime qu'il est l'un des meilleurs coureurs qu'il ait testé, tandis que le directeur sportif Jérôme Gannat le compare à Thibaut Pinot et Warren Barguil, passés également par ce club. À la fin de la saison, il est recruté chez les professionnels dans l'équipe Orica-GreenEDGE avec son frère Simon.

### Carrière professionnelle

#### 2014: succès sur le Tour de Turquie

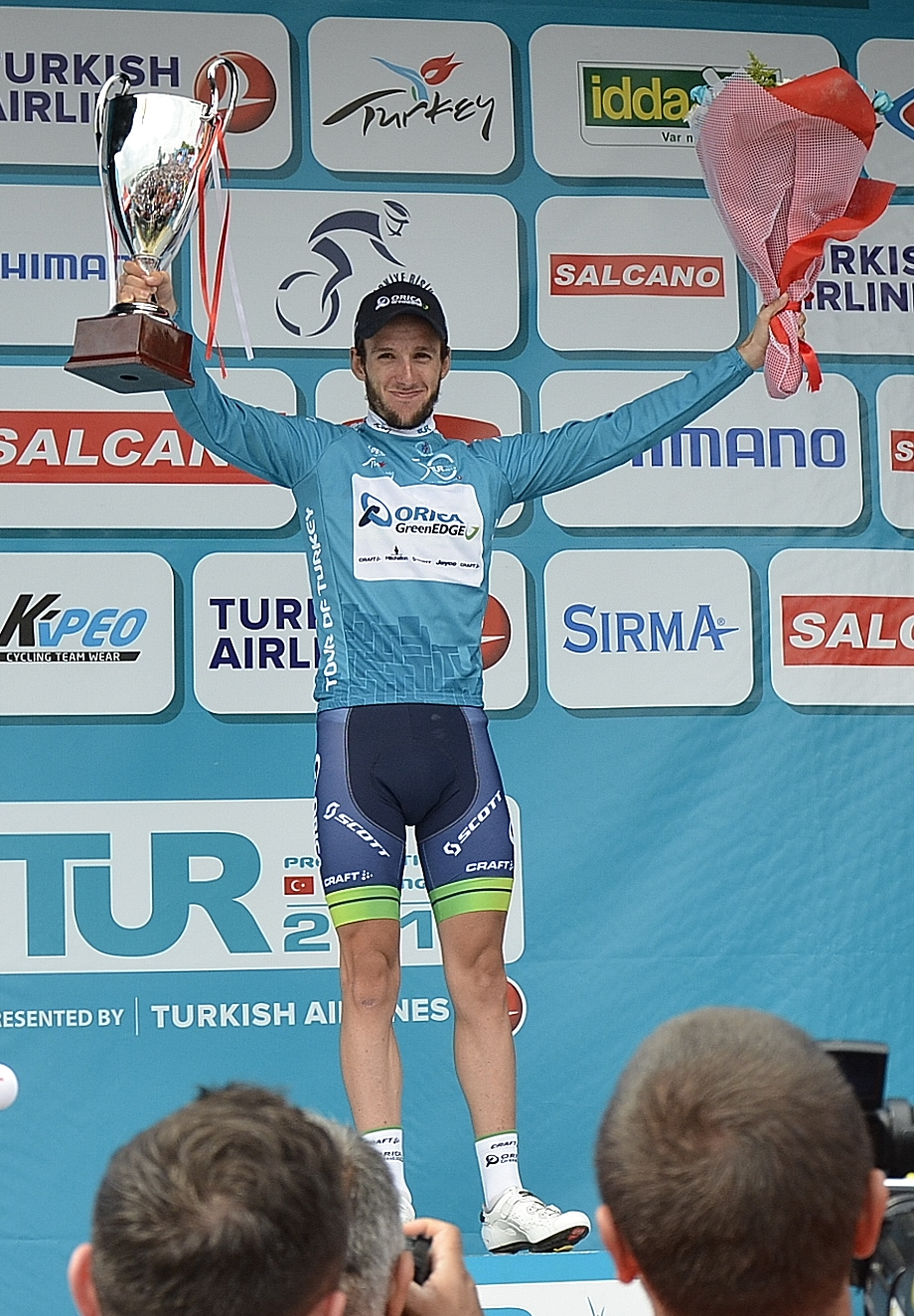
Yates lors du Tour de Turquie 2014, où il remporte ses premières victoires professionnelles.

Début 2014, pour sa première course professionnelle Adam Yates termine onzième et meilleur jeune du Tour de San Luis. En avril, après avoir fini deuxième de la troisième étape du Tour de Turquie derrière le coureur estonien Rein Taaramäe, il remporte la sixième étape et prend le maillot de leader pour une seconde et le conserve jusqu'à la fin. Deux semaines plus tard, il se classe cinquième du Tour de Californie. Sixième du Critérium du Dauphiné en juin, il remporte le Grand Prix de l'industrie et de l'artisanat de Larciano le mois suivant. Initialement présélectionné pour la course en ligne des championnats du monde, il est finalement retenu pour cette épreuve.

#### 2015: victoire sur la Classique de Saint-Sébastien
Adam Yates, à la suite d'une chute, est atteint d'une fracture à un doigt lors de la première étape du Tour du Pays basque 2015. Le 1er août, il obtient sa plus grande victoire lors de la Classique de Saint-Sébastien. Les premières attaques sur la montée finale sont celles de Warren Barguil et Greg Van Avermaet. Ils sont suivis par Yates, tandis que Joaquim Rodríguez et Alejandro Valverde attendent dans le groupe principal. Yates passe Barguil et poursuit Van Avermaet, qui est en tête de la course avec quelques mètres d'avance. Cependant, en haut de la montée, Greg Van Avermaet (BMC Racing) est heurté par derrière et chute à cause d'une moto. Il est jeté à terre et le châssis de la moto est brisé. Van Avermaet, incapable de terminer la course, doit abandonner. Yates se retrouve seul en tête au sommet de la montée finale. Lors de la descente finale qui mène à Saint-Sébastien, contrairement à la course de 2014 où il avait chuté au sein du groupe de tête, Yates augmente son avance à 15 secondes et conserve cet avantage jusqu'à la fin de la course. Lorsqu'il franchit la ligne d'arrivée, Yates ne sait pas s'il a gagné la course, car il pense que l'échappée initiale n'a pas été reprise. Il lui faut un certain temps pour comprendre qu'il a gagné,,.
Adam Yates, comme son frère Simon, n'est pas sélectionné malgré leur saison réussie pour la course en ligne des championnats du monde de Richmond. Ces absences ont suscité la surprise de certains observateurs mais Simon Yates déclare que d'autres coureurs sont meilleurs qu'eux pour faire partie d'une sélection britannique pour une course qui ne leur correspond pas. Adam Yates est cependant convoqué pour disputer la course en ligne après l'annonce du forfait de Geraint Thomas.

#### 2016: meilleur jeune du Tour de France

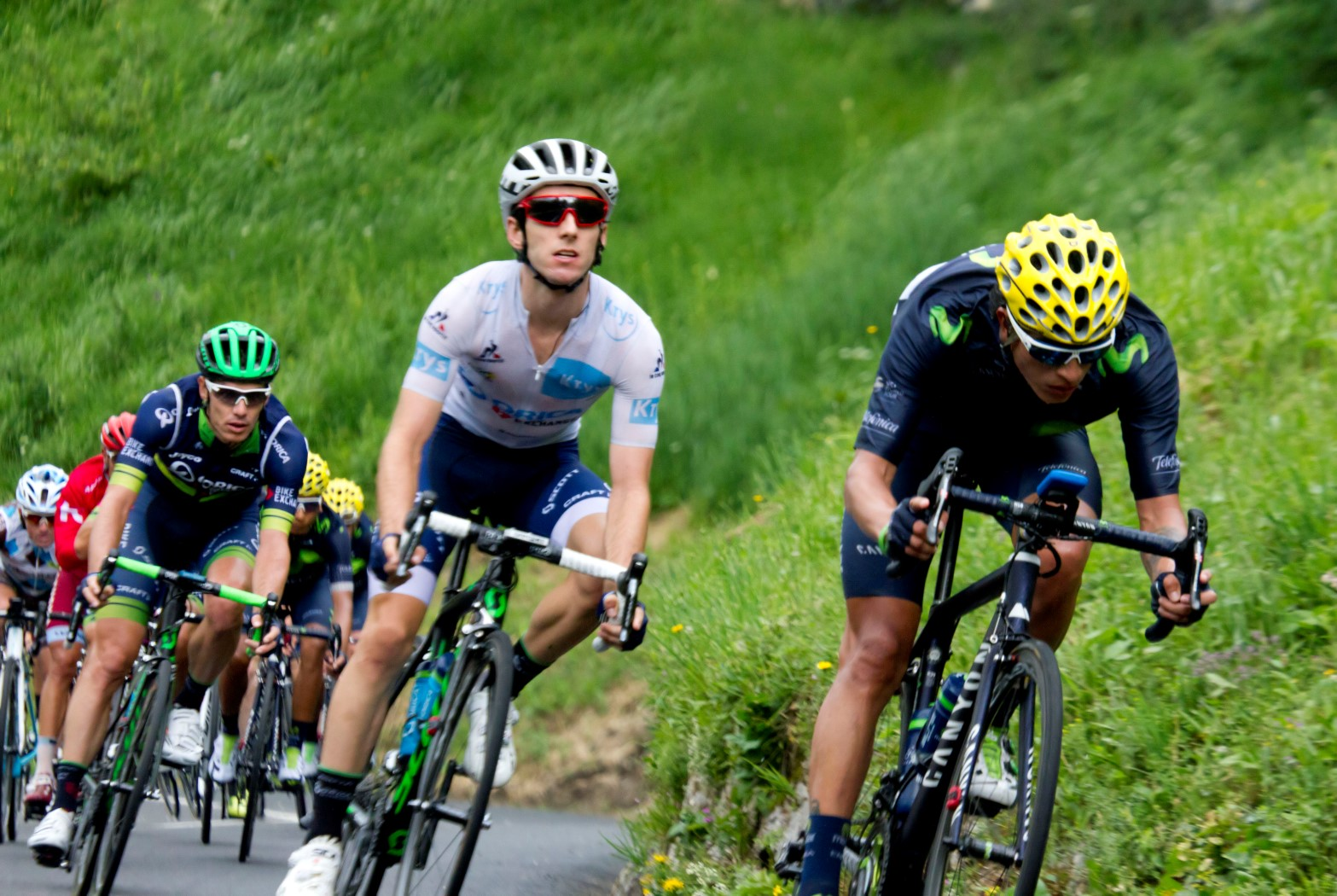
Yates (au centre), portant le maillot blanc en tant que leader du classement des jeunes sur le Tour de France 2016.

Après un début d'année 2016 sans résultats notables, il s'illustre en mai en terminant quatrième du Tour de Yorkshire. Septième du Critérium du Dauphiné le mois suivant, il participe ensuite pour la deuxième fois au Tour de France. Lors de la septième étape, il attaque au sein du groupe des leaders dans la descente du col d'Aspin, mais est impliqué dans un accident lorsque la flamme rouge gonflable marquant le dernier kilomètre s'est dégonflée et lui est tombée dessus. Il s'en sort avec des coupures au menton nécessitant des points de suture. Après la révision des résultats de l'étape , les commissaires lui redonnent l'avantage de 7 secondes qu'il avait sur le peloton, ce qui lui permet de passer au deuxième rang du général et de récupérer le maillot blanc de meilleur jeune porté par Julian Alaphilippe. Lors de la neuvième étape, qui est la première arrivée au sommet du Tour, il termine dixième et premier favoris à Andorre Arcalis. Cela signifiait qu'il consolide sa deuxième place au classement général avant le premier jour de repos, 16 secondes derrière Christopher Froome. Adam Yates endosse même le maillot jaune brièvement, à l'issue de la 12e étape au Ventoux, mais il reste deuxième après le reclassement de Froome par les commissaires. Finalement, il perd du temps lors de la deuxième partie de la course et se classe quatrième à Paris, échouant pour le podium 21 secondes derrière Nairo Quintana. Néanmoins, il décroche le maillot blanc de meilleur jeune avec plus de 2 minutes d'avance sur Louis Meintjes. Après le Tour, il termine 16e de la Classique de Saint-Sébastien et 15e des Jeux olympiques.
Au mois d'août, il prolonge le contrat qui le lie à la formation australienne Orica.

#### 2017-2020: leader chez Orica/Mitchelton
Il commence bien sa saison 2017 en gagnant le Grand Prix de l'industrie et de l'artisanat de Larciano. En forme sur Tirreno-Adriatico, il occupe la deuxième place du général à deux jours de la fin, mais abandonne en raison d'une maladie. Il fait son retour une semaine après en prenant la quatrième place du Tour de Catalogne. Il accumule ensuite les places d'honneur, se classant huitième de Liège-Bastogne-Liège, neuvième du Tour d'Italie (deuxième du classement des jeunes après avoir été battu par Bob Jungels lors du contre-la-montre de la dernière étape) et cinquième du Tour de Pologne. En fin de saison, il participe au Tour d'Espagne. Alors que l'équipe aligne ses trois leaders Esteban Chaves, Adam et Simon Yates, aucun des trois ne gagne d'étape, Chaves termine onzième et Adam Yates seulement 34e. En octobre, il est deuxième de Milan-Turin à dix secondes de Rigoberto Urán.

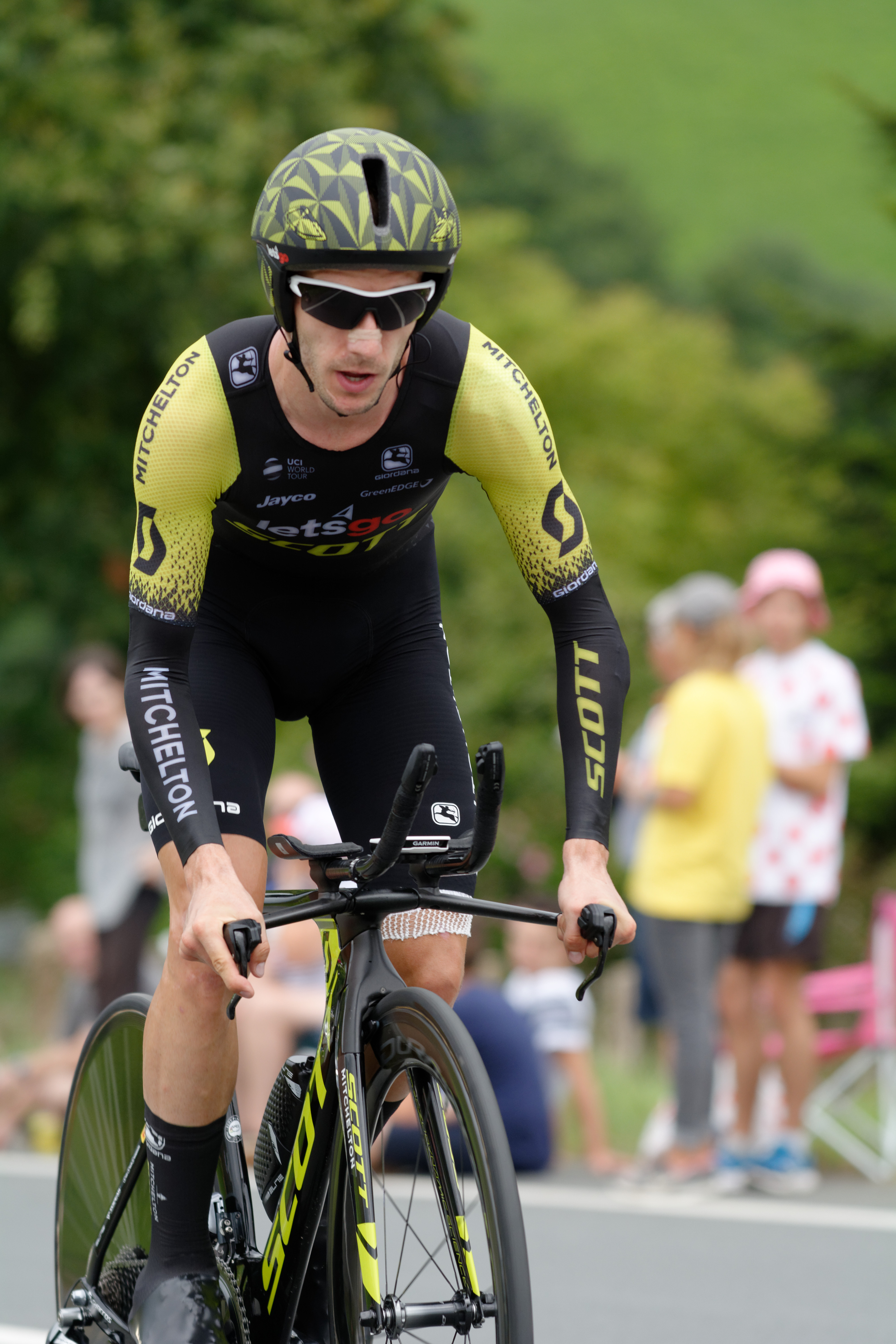
Adam Yates lors du Tour de France 2018.

En 2018, il participe à Tirreno-Adriatico terminant cinquième du général. En mai, il se classe quatrième du Tour de Californie. Le mois suivant, il est deuxième du Critérium du Dauphiné (à une minute de Geraint Thomas), où il remporte la septième et dernière étape. Il est ensuite désigné leader de l'équipe Mitchelton-Scott sur le Tour de France, mais il est lâché dans les Pyrénées dès la deuxième semaine. Il se classe deuxième de la 16e étape, après avoir chuté alors qu'il était en tête dans la descente finale. Il s'est alors fait dépassé par le porteur du maillot à pois Julian Alaphilippe. Yates termine finalement 29e au classement général, loin des meilleurs. Il participe ensuite au Tour d'Espagne afin d'aider son frère Simon. Adam termine 45e tandis que son frère remporte l'épreuve.
En février 2019, il commence la saison avec des tops 10 sur les courses par étapes espagnoles et remporte la 4e étape du Tour de la Communauté valencienne. Il participe à nouveau à Tirreno-Adriatico, où il en prend le maillot de leader de la course lors de la deuxième étape. Après un duel avec Primož Roglič durant la semaine, il se classe finalement deuxième du général, battu par Roglič pour une seconde à l'issue du contre-la-montre final. En forme sur le Tour de Catalogne, il gagne une étape et se classe à nouveau deuxième du général, devancé de 14 secondes par Miguel Ángel López. En avril, il s'adjuge la dernière étape ainsi que le classement des grimpeurs du Tour du Pays basque, où il est cinquième du classement final. Lors de Liège-Bastogne-Liège, il arrive au sprint pour la troisième place, mais doit se contenter de la quatrième. En juin, il est trois jours en jaune sur le Critérium du Dauphiné. Il perd la première place la veille de l'arrivée et abandonne lors de la dernière étape en raison de maux d'estomac, alors qu'il occupe toujours la deuxième place du général. Leader de l'équipe sur le Tour de France avec son frère comme équipier, il ne répond pas aux attentes et termine 29e de la course, comme en 2018. En octobre, il gagne une étape et le général du Tour de Croatie et se classe troisième de Milan-Turin.
En 2020, il commence sa saison en gagnant une étape et le général du Tour des Émirats arabes unis, sa première victoire sur une course par étapes du World Tour. La saison s'arrête ensuite en raison de la pandémie de Covid-19. Le 12 août, il reprend la compétition lors du Critérium du Dauphiné (17e), pour préparer le Tour de France, exceptionnellement décalé au mois de septembre. Lors du Tour, il porte le maillot jaune pendant quatre étapes, après l'avoir récupéré à l'issue de la cinquième étape en raison d'une pénalité contre Julian Alaphilippe pour un ravitaillement interdit. Il le cède après la deuxième étape pyrénéenne, mais conserve néanmoins une bonne place au classement général et termine la course à la neuvième place. À l'issue de la saison, il quitte la formation Mitchelton-Scott et son frère jumeau Simon, pour rejoindre Ineos Grenadiers.

#### 2021-2022: chez Ineos Grenadiers
Pour ses débuts chez Ineos Grenadiers, il réalise en 2021 la meilleure saison de sa carrière. Dès sa première course, il se classe deuxième du Tour des Émirats arabes unis à 35 secondes de Tadej Pogačar. Un mois plus tard, il remporte une étape et le général du Tour de Catalogne, où Ineos Grenadiers place trois coureurs sur le podium final. Il est ensuite quatrième du Tour du Pays basque et décroche deux tops 20 sur les classiques ardennaises. Il ne participe pas au Tour de France, mais est sélectionné aux Jeux olympiques de Tokyo, où il prend la neuvième place. Après les Jeux, il termine quatrième du Tour d'Espagne, égalant son meilleur résultat sur un grand tour réalisé sur le Tour de France 2016. En octobre, il participe aux classiques italiennes d'automne, terminant quatrième du Tour d'Émilie, deuxième de Milan-Turin et surtout troisième du Tour de Lombardie, où il devance Primož Roglič au sprint pour monter sur son premier podium lors d'une classique « Monument ». À la fin de sa saison, il court le Marathon de Barcelone en 2 heures, 58 minutes et 44 secondes.
Lors de sa deuxième saison avec l'équipe Ineos Grenadiers, il vise le Tour de France. Il commence sa saison en terminant à nouveau deuxième du Tour des Émirats arabes unis derrière Tadej Pogačar. Il enchaine avec une quatrième place sur Paris-Nice, mais à plus de 50 secondes du podium. Lors du Tour du Pays basque, il abandonne pendant la difficile dernière étape, alors qu'il occupe la neuvième place du général. En juin, alors qu'il est dixième du général, il doit renoncer à prendre le départ de la cinquième étape du Tour de Suisse en raison d'un test positif au SARS-CoV-2. Peu avant le départ du Tour de France, il révèle que cette infection a gravement affecté sa préparation au Tour, où il est annoncé co-leader de la formation Ineos Grenadiers aux côtés de Daniel Martínez et de Geraint Thomas. Néanmoins, il se montre en forme dès le contre-la-montre initial et il occupe la quatrième place du général dès la sixième étape. Par la suite, il perd régulièrement du temps, notamment lors de la 17e étape où il perd 9 minutes et trois places au général tout en luttant contre une infection pulmonaire. Il termine la course à la neuvième place du général, tandis que Geraint Thomas est troisième et que Ineos Grenadiers gagne le classement par équipes. Fin août, il est de retour en forme sur le Tour d'Allemagne, où il gagne la troisième étape et le général. Il se montre également performant sur les classiques de fin de saison : quatrième du Grand Prix cycliste de Montréal, sixième des Trois vallées varésines, septième du Grand Prix cycliste de Québec et dixième du Tour de Lombardie.

#### Depuis 2023: UAE Emirates

##### 2023: victoire au Grand Prix de Montréal et podium du Tour de France

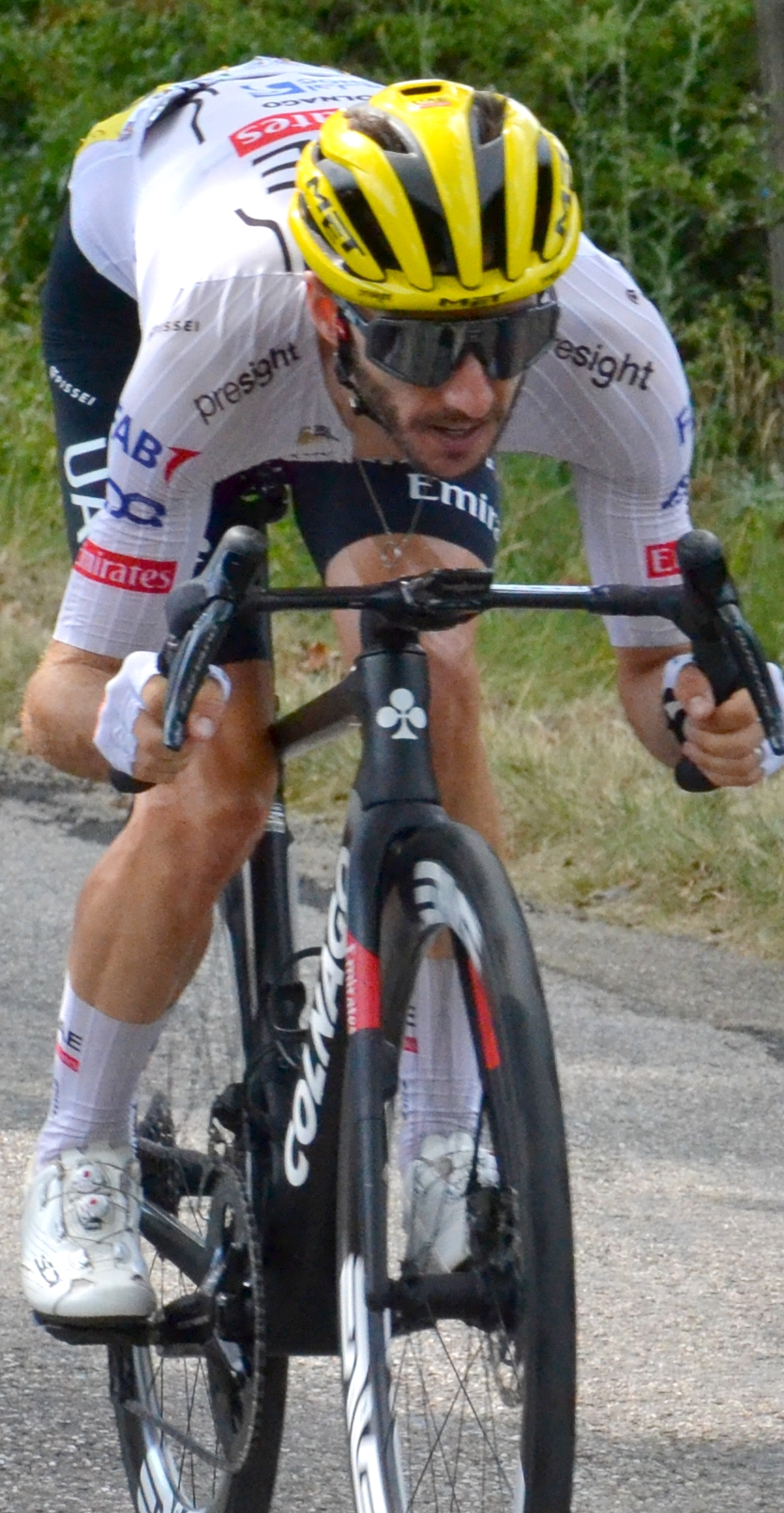
Adam Yates lors du Tour de France 2024.

En septembre 2022, UAE Emirates annonce le recrutement d'Adam Yates avec un contrat s'étendant de 2023 à 2025, où il rejoint notamment Tadej Pogačar. En avril 2023, il remporte en solitaire la 4e étape à Thyon ainsi que le classement général du Tour de Romandie. Lors de la 1re étape du Tour de France 2023, il s'échappe avec son frère Simon dans la descente menant à l'arrivée à Bilbao, lâche son frère dans les derniers mètres, gagne l'étape et s'empare du maillot jaune qu'il conserve pendant quatre étapes. Le 10 septembre 2023, il remporte la seconde classique de sa carrière, le Grand Prix cycliste de Montréal (UCI World Tour), huit années après avoir gagné sa première classique à Saint-Sébastien en 2015. Au terme de la saison, il se classe huitième du classement mondial UCI 2023.

##### 2024: lauréat du Tour de Suisse et d'une étape de la Vuelta
Le 14 février 2024, il gagne en solitaire la 5e étape du Tour d'Oman au sommet du Djebel Akhdar et remporte le classement général. Attendu ensuite sur le Tour des Émirats arabes unis, il chute et tombe sur la tête durant la troisième étape. Atteint d'une commotion cérébrale, il est contraint à l'abandon puis à une période de convalescence. Il reprend la compétition six semaine plus tard au Tour des Abruzzes qu'il termine à la quatrième place. Ensuite, il enchaîne avec le Tour de Romandie sans jouer les premiers rôles et finissant à la 13e place du classement général. Le 12 juin 2024, arrivé deuxième de la 4e étape du Tour de Suisse au col du Saint-Gothard derrière le rescapé d'une échappée (Torstein Træen), il s'empare du maillot jaune. Le lendemain, il gagne en solitaire la 5e étape avec arrivée au sommet à Carì et augmente son avance sur ses adversaires. Deuxième de la 6e étape derrière son équipier João Almeida, il gagne à nouveau l'étape suivante à Villars-sur-Ollon. Il remporte le Tour de Suisse.
Sur le Tour d'Espagne, Yates remporte en solitaire la 9e étape à Grenade, après une échappée solitaire de 58 km.

## Palmarès et résultats

### Palmarès amateur
- 2009
  - 3e du championnat de Grande-Bretagne de l'américaine juniors
- 2010
  -  Champion de Grande-Bretagne de l'américaine juniors (avec Simon Yates)
- 2011
  - 3e du championnat de Grande-Bretagne du scratch
- 2012
  - Prix de Vertus
  - 2e du Critérium de Châlons-en-Champagne
  - 2e de la Nocturne de Bar-sur-Aube
  - 2e du Grand Prix de Gommegnies
  - 3e du Prix de Joinville
  - 3e du championnat de Grande-Bretagne du scratch
- 2013
  - 3e étape du Tour de Franche-Comté
  - Grand Prix de Chardonnay
  - 2e du Grand Prix de Soultz-sous-Forêts
  - 2e du Tour de l'Avenir
  - 3e du Grand Prix de Sentheim
  - 3e du Tour de Franche-Comté
  - 3e du Prix de Digoin Val de Loire

### Palmarès professionnel
| - 2014 - Tour de Turquie : - Classement général - 6e étape - Grand Prix de l'industrie et de l'artisanat de Larciano - 6e du Critérium du Dauphiné - 2015 - Classique de Saint-Sébastien - 2e du Tour d'Alberta - 2e du Grand Prix cycliste de Montréal - 9e de Tirreno-Adriatico - 2016 - Classement du meilleur jeune du Tour de France - 4e du Tour de France - 7e du Critérium du Dauphiné - 2017 - Grand Prix de l'industrie et de l'artisanat de Larciano - 2e de Milan-Turin - 4e du Tour de Catalogne - 5e du Tour de Pologne - 8e de Liège-Bastogne-Liège - 9e du Tour d'Italie - 2018 - 5e étape de Tirreno-Adriatico - 7e étape du Critérium du Dauphiné - 2e du Critérium du Dauphiné - 4e du Tour de Californie - 5e de Tirreno-Adriatico - 2019 - 4e étape du Tour de la Communauté valencienne - 3e étape du Tour de Catalogne - 6e étape du Tour du Pays basque - Tour de Croatie : - Classement général - 5e étape - 2e de Tirreno-Adriatico - 2e du Tour de Catalogne - 3e de Milan-Turin - 4e de Liège-Bastogne-Liège - 5e du Tour du Pays basque - 2020 - Tour des Émirats arabes unis : - Classement général - 3e étape - 9e du Tour de France | - 2021 - Tour de Catalogne : - Classement général - 3e étape - 2e du Tour des Émirats arabes unis - 2e de Milan-Turin - 3e du Tour de Lombardie - 4e du Tour du Pays basque - 4e du Tour d'Espagne - 9e de la course en ligne des Jeux olympiques - 2022 - Tour d'Allemagne : - Classement général - 3e étape - 2e du Tour des Émirats arabes unis - 4e de Paris-Nice - 4e du Grand Prix cycliste de Montréal - 7e du Grand Prix cycliste de Québec - 9e du Tour de France - 10e du Tour de Lombardie - 2023 - 7e étape du Tour des Émirats arabes unis - Tour de Romandie : - Classement général - 4e étape - 1re étape du Tour de France - Grand Prix cycliste de Montréal - 2e du Critérium du Dauphiné - 3e du Tour de France - 3e du Tour des Émirats arabes unis - 3e du Tour de Burgos - 6e du Tour de Lombardie - 2024 - Tour d'Oman - Classement général - 5e étape - Tour de Suisse : - Classement général - 5e et 7e étapes - 9e étape du Tour d'Espagne - 6e du Tour de France - 2025 - Classement général du Tour d'Oman |  |

### Résultats sur les grands tours

#### Tour de France
9 participations
- 2015 : 50e
- 2016 : 4e,  vainqueur du classement du meilleur jeune
- 2018 : 29e
- 2019 : 29e
- 2020 : 9e,  maillot jaune pendant 4 jours
- 2022 : 9e
- 2023 : 3e, vainqueur de la 1re étape,  maillot jaune pendant 4 jours
- 2024 : 6e
- 2025 : 24e

#### Tour d'Italie
2 participations
- 2017 : 9e
- 2025 : 12e

#### Tour d'Espagne
5 participations
- 2014 : 82e
- 2017 : 34e
- 2018 : 45e
- 2021 : 4e
- 2024 : 12e vainqueur de la 9e étape

### Classements mondiaux
| Année                                 | 2013 | 2014 | 2015 | 2016 | 2017 | 2018 | 2019 | 2020 | 2021 | 2022 | 2023 | 2024 |
| ------------------------------------- | ---- | ---- | ---- | ---- | ---- | ---- | ---- | ---- | ---- | ---- | ---- | ---- |
| UCI World Tour                        |      | 89e  | 35e  | 31e  | 49e  | 34e  |      |      |      |      |      |      |
| Classement mondial                    |      |      |      | 55e  | 48e  | 46e  | 18e  | 52e  | 8e   | 26e  | 8e   | 22e  |
| UCI Europe Tour                       | 297e |      |      | 253e | 65e  | 519e | 17e  | 42e  | 7e   | 20e  | 8e   | 17e  |
| UCI America Tour                      | nc   |      |      | 130e | nc   | nc   |      |      |      |      |      |      |
|                                       |      |      |      |      |      |      |      |      |      |      |      |      |
| Légende : nc = non classéSource : UCI |      |      |      |      |      |      |      |      |      |      |      |      |